# Котиков, Михаил Алексеевич
Михаил Алексеевич Котиков (1838—1892) — российский генерал-майор.
В 1861 году окончил курс Михайловской артиллерийской академии, после чего был преподавателем химии в артиллерийском училище и академии, напечатал несколько статей по химии и «Обзор употребляемых в настоящее время взрывчатых веществ и их практическое значение» (СПб., 1880).
Награждён всеми наградами Российской империи вплоть до ордена Святой Анны 1-й степени пожалованного ему в 1889 году.